# Федір Вовк (війт Києва)
Фе́дір Вовк (? — бл. 1593) — військовий діяч часів Речі Посполитої, війт Києва в 1587–1593 роках. Засновник української гілки шляхетського роду Вовків.

## Життєпис
На думку українського дослідника Наталії Білоус міг належати до нащадків полоцьких бояр. Його ім'я відоме з декількох документів — «Реєстра попису війська литовського 1565», де йдеться, що Вовк з молодих років брав участь у військових походах, та королівського привілею війтові Еразму Стравинському, де зазначалося, що той отримав «воитовство мεста нашого Киεвского, вакуючоε по Волку». Згадка в цьому документі про нього як про війта (на той час уже померлого), на думку дослідників, свідчить про законність його перебування на цій посаді. Стає зем'янином Мінського повіту.
25 листопада 1582 року отримав привілей на війтівство у новозаснованому містечку Лоєва Гора поблизу м. Лоєв. У 1583—1585 роках виконував доручення воєводи берестейського Гаврили Горностая, про що йдеться удокументі від 1585 року
Привілей Федору Вовкові на війтівство в Києві поки не знайдено, але він мав би бути виданий йому за військові заслуги під час різних військових кампаній, насамперед Лівонської війни, не пізніше 1587 року — часу смерті воєводи Гаврила Горностая, на службі в якого він перебував і за чиїм поданням міг отримати привілей на війтівство. Напевне належав до дрібної, служилої шляхти.
Про нього згадок не лишилося. Втім, про активну діяльність в інтересах київської громади свідчать привілеї та грамоти королів, що було відповіддю на звернення війта Вовка та бурмистрів. Так, 10 серпня 1588 року король Сигізмунд III підтвердив усі колишні привілеї міста. Водночас ладнав з воєводами.
Помер Федір Вовк наприкінці 1592 або на початку 1593 року. Наступним війтом було призначено Еразма Стравинського.

## Родина
- син Максим, київський зем'янин.